# Hydrodendron pacificum
Hydrodendron pacificum is een hydroïdpoliep uit de familie van de Haleciidae. De poliep komt uit het geslacht Hydrodendron. Hydrodendron pacificum werd in 1919 voor het eerst wetenschappelijk beschreven door Eberhard Stechow. 